# Роберт Патрик
Роберт Патрик (енгл. Robert Patrick; Маријета, 5. новембар 1958) је амерички глумац, најпознатији по улогама у ТВ серији Досије Икс и Терминатора негативца у филму Терминатор 2: Судњи дан.
Ожењен је са глумицом Барбаром Патрик која је с њим глумила у филму Zero Tolerance и као Барбара Догет у две епизоде Досијеа Икс. Има ћерку Остин и сина Самјуела.
Патрикова најпознатија улога је била уз Арнолда Шварценегера у филму Терминатор 2: Судњи дан из 1991. Играо је T-1000, наизглед незаустављивог Терминатора направљеног од супстанце која му је омогућавала да поприми облик било којег човека кога дотакне. 
Поред Досијеа Икс, Патрик је имао мање улоге у серијама Породица Сопрано и „Елвис“. Тренутно је главни глумац у серији Јединица.

## Филмографија
| Улоге Роберта Патрика |                                  |               |                              |          |
| Година                | Српски назив                     | Изворни назив | Улога                        | Напомена |
| 1990.                 | Умри мушки 2                     |               | О’Рајли                      |          |
| 1991.                 | Терминатор 2: Судњи дан          |               | T-1000                       |          |
| 1992.                 | Сломљен                          |               | Полицајац                    |          |
| 1992.                 | Вејнов свет                      |               | Лош полицајац (T-1000)       |          |
| 1993.                 |                                  |               | Мајк Роџерс                  |          |
| 1993.                 | Последњи акциони херој           |               | T-1000 (непотписан)          |          |
| 1994.                 |                                  |               | Кого Шуко                    |          |
| 1994.                 |                                  |               | Џервис Скот                  |          |
| 1995.                 |                                  |               | Заповедник Бостон Лу (глас)  |          |
| 1995−1996.            | На граници могућег               |               | мајор Џон Скоукс             |          |
| 1996.                 | Стриптиз                         |               | Дерел Грант                  |          |
| 1997.                 | Земља полицајаца                 |               | Џек Дафи                     |          |
| 1998.                 |                                  |               |                              |          |
| 1998.                 | Факултет страха                  |               | Тренер Џо Вилис              |          |
| 1999.                 | Од сумрака до свитања 2          |               | Бак                          |          |
| 2000.                 | Сви ти дивни коњи                |               | Кол                          |          |
| 2000−2002.            | Досије икс                       |               | Џон Догет                    |          |
| 2001.                 | Деца шпијуни                     |               | Г. Лисп                      |          |
| 2002.                 |                                  |               | Ноу                          |          |
| 2003.                 | Чарлијеви анђели 2: Гас до даске |               | Реј Картер                   |          |
| 2004.                 |                                  |               | Пуковник Маршал Самнер       |          |
| 2004.                 |                                  |               | Лени Риктер                  |          |
| 2005.                 | Изгубљени                        |               | Хибс                         |          |
| 2005.                 |                                  |               | Ерл Кол                      |          |
| 2005.                 | Ход по ивици                     |               | Реј Кеш                      |          |
| 2006.                 | Забрањен приступ                 |               | Гари Мичел                   |          |
| 2006.                 |                                  |               | Роум                         |          |
| 2006.                 |                                  |               | Пуковник Чандлер Џонсон      |          |
| 2006.                 | Јединица                         |               | Пуковник Том Рајан           |          |
| 2006.                 |                                  |               | Рик Толи                     |          |
| 2006.                 |                                  |               | Г. Арон                      |          |
| 2007.                 |                                  |               | Г. Џеси Аронс Старији        |          |
| 2012.                 | Гангстерски одред                |               | Макс Кенард                  |          |
| 2014−2018.            | Шкорпија                         |               | Кејб Гало                    |          |
| 2020.                 | Покајник                         |               | Сем Бејкер                   |          |
| 2022.                 | Миротворац                       |               | Огаст „Оги” Смит / Бели Змај |          |

## Занимљивости
- Награде: 
  - 1992 Номинација MTV Movie Awards-а за улогу Т-1000 у филму Терминатор 2: Судњи дан
  - 2001 Saturn Award. Категорија: Најбоља мушка улога на телевизији за улогу Џона Догета у серији Досије икс
  - 2002 Номинација Saturn Award. Категорија: Најбоља мушка улога на телевизији за улогу Џона Догета у серији Досије икс
- Омиљена храна: Мексичка кухиња, Fettuccini Alfredo, филе мињон
- Омиљени спортови: Бејзбол, фудбал, рвање
- Омиљени бејзбол клубови: the Cleveland Indians, the Atlanta Braves, the Boston Red Sox, the Cincinnati Reds, the Detroit Tigers, Yankee (Њујорк), Phillies.
- Омиљен бејзбол играч: Џим "The Thominator:T25" Тоум
- Омиљени извођачи: Шерил Кроу, Лусинда Вилијамс, Стив Ерл
- Омиљени глумци: Алберт Фини, Иди Фалко, Реј Лиота
- Омиљени филмови: Грађанин Кејн, Живот је леп, Апокалипса данас, Опустошене земље и Купац
- Радио као: Зидар, службеник, редитељ
- Несрећа која му је променила живот: 1984. на језеру Ири, чамац, на ком се Роберт возио с братом Луисом, се разбио о камен. Једва су се спасили. После тога Роберт је одлучио да се пресели у Лос Анђелес.
- Прва сценска улога: "Go"